# 圣日耳曼蒙
圣日耳曼蒙（法語：Saint-Germainmont，法語發音：[sɛ̃ ʒɛʁmɛ̃mɔ̃]）是法国阿登省的一个市镇，属于勒泰勒区。

## 地理
圣日耳曼蒙（49°30'28"N, 4°7'53"E）面积15.69 平方千米，位于法国大東部大區阿登省，该省份为法国北部内陆省份，西接埃纳省，南至马恩省，东临默兹省，北与比利时接壤。
与圣日耳曼蒙接壤的市镇（或旧市镇、城区）包括：阿斯费尔德、巴诺涅-勒库夫朗斯、孔代莱埃尔皮、戈蒙、埃皮拉莱谢讷、勒图尔。
圣日耳曼蒙的时区为UTC+01:00、UTC+02:00（夏令时）。

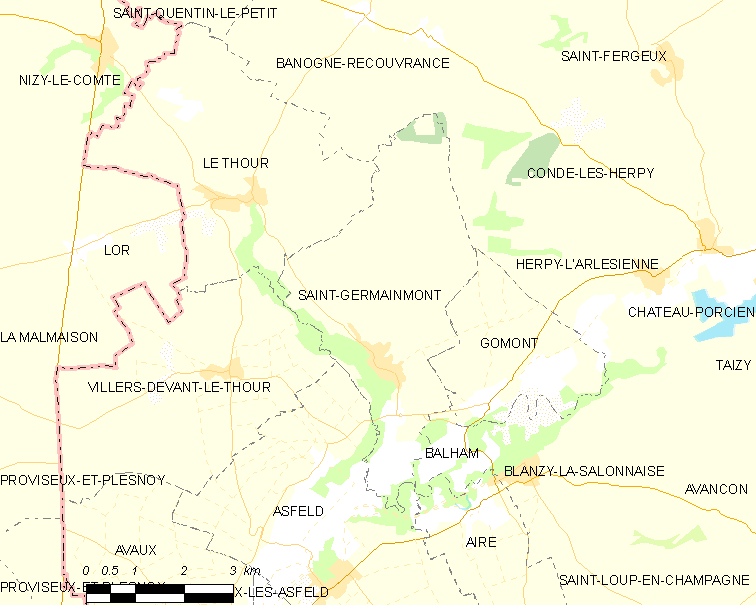
圣日耳曼蒙的OSM定位图

## 行政
圣日耳曼蒙的邮政编码为08190，INSEE市镇编码为08381。

## 政治
圣日耳曼蒙所属的省级选区为波尔西安堡县。

## 人口

1962-2008年间圣日耳曼蒙人口变化图示

圣日耳曼蒙于2022年1月1日时的人口数量为813人。